# Mirjam Kalland
Mirjam Kalland, född 1961 i Helsingfors, Finland, är en finlandssvensk barnpedagog som är professor i småbarnspedagogik vid Helsingfors universitet från 2018.
Kalland avlade studentexamen vid Nya svenska samskolan och har en doktorsexamen i edukologi vid Helsingfors universitet. Hon verkar också inom Svenska social- och kommunalhögskolan, som rektor åren 2015 till 2018, och är utbildad psykoterapeut. Hon arbetade också i Mannerheims barnskyddsförbund som huvudsekreterare åren 2008-2015 och som ordförande från 2017.
Kalland var Vegas sommarpratare både år 2014 och 2025.

## Priser och utmärkelser
- Fredrika Runeberg-stipendiet 2004
- Gyllene Helsingforsmedaljen 2012
- Riddartecknet av I klass av Finlands Lejons orden 2013
- Svenska Folkskolans Vänners folkbildningspris 2022